# Primera División (Argentinien) 1935
Die Primera División 1935 war die 5. Spielzeit der argentinischen Fußball-Liga Primera División. Begonnen hatte die Saison am 17. März 1935. Der letzte Spieltag war der 22. Dezember 1935. Die Boca Juniors beendeten die Saison als Meister konnte damit den Vorjahrestriumph wiederholen.

## Abschlusstabelle
| Pl. | Verein                      | Sp. | S  | U | N  | Tore    | Diff. | Punkte |
| --- | --------------------------- | --- | -- | - | -- | ------- | ----- | ------ |
| 1.  | Boca Juniors (M)            | 34  | 27 | 4 | 3  | 098:310 | +67   | 58     |
| 2.  | CA Independiente            | 34  | 24 | 7 | 3  | 101:380 | +63   | 55     |
| 3.  | CA San Lorenzo de Almagro   | 34  | 23 | 3 | 8  | 092:450 | +47   | 49     |
| 4.  | CA Vélez Sarsfield          | 34  | 19 | 8 | 7  | 077:460 | +31   | 46     |
| 5.  | River Plate                 | 34  | 19 | 6 | 9  | 071:470 | +24   | 44     |
| 6.  | CA Huracán                  | 34  | 16 | 7 | 11 | 059:380 | +21   | 39     |
| 7.  | Estudiantes de La Plata     | 34  | 14 | 9 | 11 | 078:520 | +26   | 37     |
| 8.  | Ferro Carril Oeste          | 34  | 15 | 6 | 13 | 060:660 | −6    | 36     |
| 9.  | Racing Club                 | 34  | 13 | 5 | 16 | 055:580 | −3    | 31     |
| 10. | CA Talleres                 | 34  | 11 | 8 | 15 | 060:700 | −10   | 30     |
| 11. | CA Lanús                    | 34  | 13 | 4 | 17 | 056:790 | −23   | 30     |
| 12. | CA Platense                 | 34  | 11 | 7 | 16 | 049:610 | −12   | 29     |
| 13. | Gimnasia y Esgrima La Plata | 34  | 12 | 5 | 17 | 052:750 | −23   | 29     |
| 14. | Chacarita Juniors           | 34  | 10 | 6 | 18 | 049:570 | −8    | 26     |
| 15. | Club Atlético Atlanta       | 34  | 9  | 7 | 18 | 048:890 | −41   | 25     |
| 16. | Argentinos Juniors          | 34  | 7  | 6 | 21 | 042:890 | −47   | 20     |
| 17. | Quilmes AC                  | 34  | 5  | 6 | 23 | 023:820 | −59   | 16     |
| 18. | CA Tigre                    | 34  | 3  | 6 | 25 | 038:850 | −47   | 12     |

| (M) | Vorjahres-Meister |

## Meistermannschaft
| Boca Juniors | |
|              | Delfín Benítez Cáceres, Roberto Cherro, Vicente Cusatti, Domingos da Guia, Ernesto Lazzatti, José Marante, Natalio Pescia, Pedro Suárez Aníbal Tenorio, Víctor Valussi, Francisco Varallo, Enrique Vernieres, Juan Yustrich, Ricardo Zatelli Trainer: Mario Fortunato |

## Torschützenliste
| Pl. | Nat.          | Spieler                | Verein             | Tore |
| --- | ------------- | ---------------------- | ------------------ | ---- |
| 1   | Argentinien   | Agustín Cosso          | CA Vélez Sarsfield | 33   |
| 2   | Argentinien   | Bernabé Ferreyra       | River Plate        | 25   |
| 3   | Paraguay 1842 | Delfín Benítez Cáceres | Boca Juniors       | 24   |
| 4   | Argentinien   | Francisco Varallo      | Boca Juniors       | 23   |
| 5   | Paraguay 1842 | Arsenio Erico          | CA Independiente   | 22   |